# Tiga
För andra betydelser, se Tiga (olika betydelser).
Tiga James Sontag eller bara Tiga, född 1974 i Montréal i Kanada, är en DJ och musikproducent.
Förutom att producera musik under sitt eget namn har Tiga gjort remixer på många andra verk. Grupper han har använt sig av i sitt musikskapande är bland annat Depeche Mode, Scissor Sisters, Moby, Peaches, LCD Soundsystem, FC Kahuna, Cabaret Voltaire, Telepopmusik, Felix da Housecat och Fischerspooner.

## Historia
- 1994 öppnade han skivaffären DNA Records och 1998 det egna skivbolaget Turbo Recordings.
- 2001 släppte Tiga och Zyntherius (Jori Hulkkonen) singeln Sunglasses at night, en cover av Corey Harts låt med samma namn.
- 2003 blev han uppmärksammad för sin "tolkning" av Nellys låt Hot in herre.
- 2006 skivdebuterade han med albumet Sexor. Bland spåren blev You gonna want me, där Scissor Sisters' Jake Shears medverkar, och Far From Home de som fick mest framgång. Hälften av låtarna på Sexor är inspelad i Stockholm med Jesper Dahlbäck, som är en av producenterna på albumet och även många av Tigas nyare remixer. Den andra producenten är Soulwax.

## Diskografi
- Sexor (2006)
- Ciao! (2009)